# Nanothermite
Une nanothermite ou superthermite est un composite intermoléculaire métastable (metastable intermolecular composite, MIC en anglais). Les nanothermites se distinguent par la très grande quantité de chaleur produite lorsqu'elles sont enflammées. Les MIC sont un mélange très fin, à l'échelle nanométrique, d'un oxydant et d'un réducteur. Leur combustion est donc une oxydoréduction. Les MIC sont des substances dangereuses qui peuvent être étudiées et mises au point dans un but militaire ou pour des applications pyrotechniques, comme ergols ou explosifs.
Ce qui distingue les MIC des aluminothermiques courants est que l'oxydant et le réducteur, oxyde de fer et aluminium en général, ne sont pas à l'état de fine poudre micrométrique mais plutôt de nanoparticules, ce qui augmente considérablement « le degré de mélange des réactifs », autrement dit leur « surface de contact » et donc leur vitesse de réaction.

## Utilisation
Les applications pyrotechniques ou explosives de la thermites ont toujours été faible à cause de l'émission lente d'énergie.
Les nanothermites sont généralement utilisés pour un usage militaire, pour des gaz propulseurs, des explosifs, pour des objets incendiaires et pour la pyrotechnique. Les recherches d'application militaire de la nanothermite ont commencés au début des années 1990. Grâce à leur temps de réaction bien inférieur au thermites classiques, les nanothermites sont en train d'être étudié par l'armée américaine dans le but de dévélopper de nouvelles bombes bien plus puissantes que les bombes conventionnelles. Les nanothermites peuvent contenir bien plus d'énergie que les thermites et peuvent être utilisés de façon innovante pour adapter la diffusion d'énergie. Les armes thermobariques sont une application potentielle des nanothermites.